# Tramway rapide de Poznań
Le Tramway rapide de Poznań (en polonais: Poznański Szybki Tramwaj – PST) est un système de transports en commun qui relie les quartiers nord de Poznań. Il fait partie du Système intégré de transports en commun de la ville. La construction de la ligne du tramway rapide est un choix beaucoup moins cher que le métro, mais également efficace. En projet est la future extension de la ligne.

## Stations
- Dworzec Zachodni (terminus sud)
- Rondo Kaponiera
- Most Teatralny
- Słowiańska (vert)
- Al. Solidarności (jaune)
- Lechicka/Poznań Plaza (bleu)
- Kurpińskiego (orange)
- Szymanowskiego (rouge)
- Osiedle Jana III Sobieskiego (terminus nord)